# Cardellina canadensis
Cardellina canadensis là một loài chim trong họ Parulidae.

## Hình ảnh

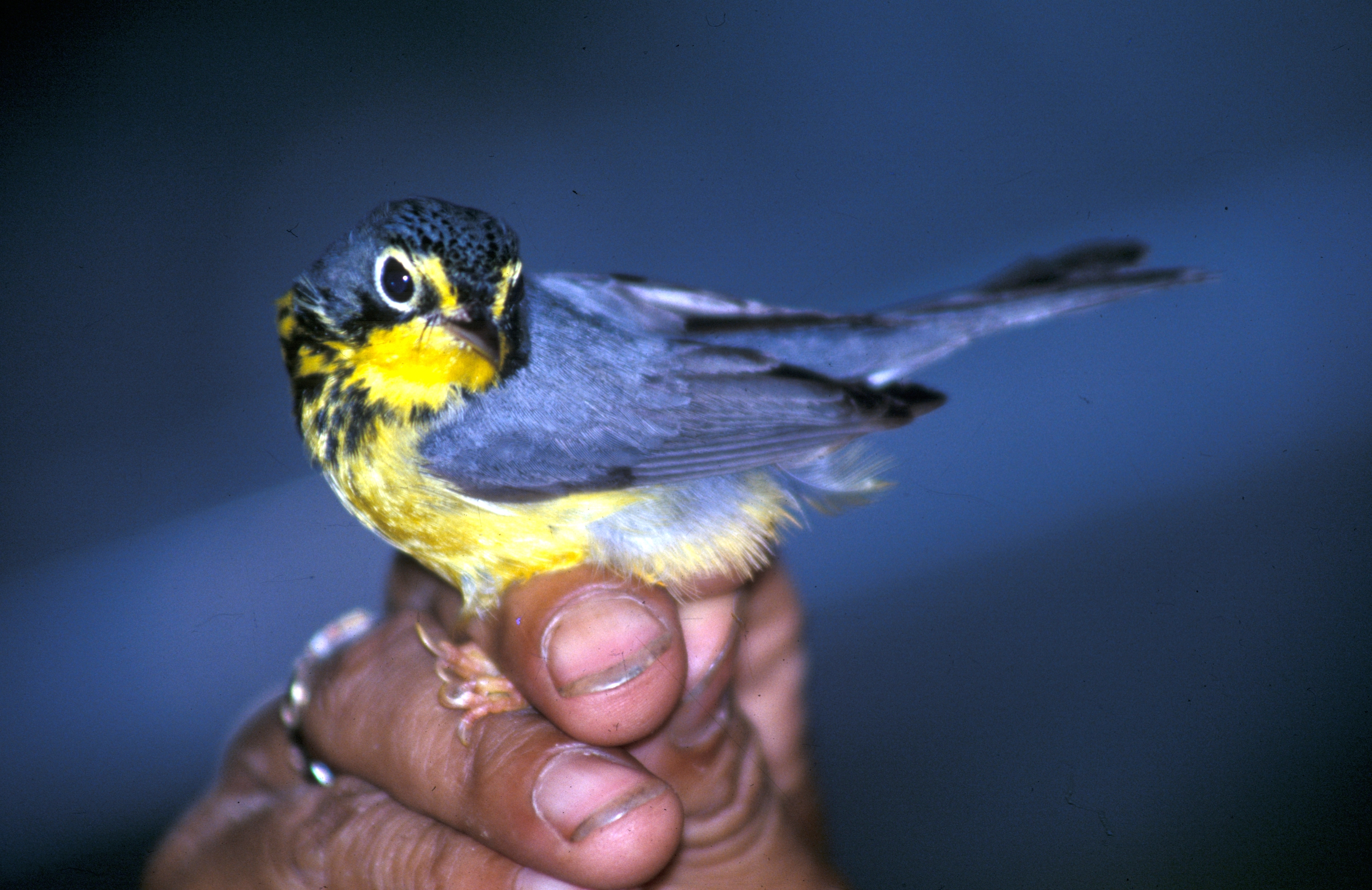
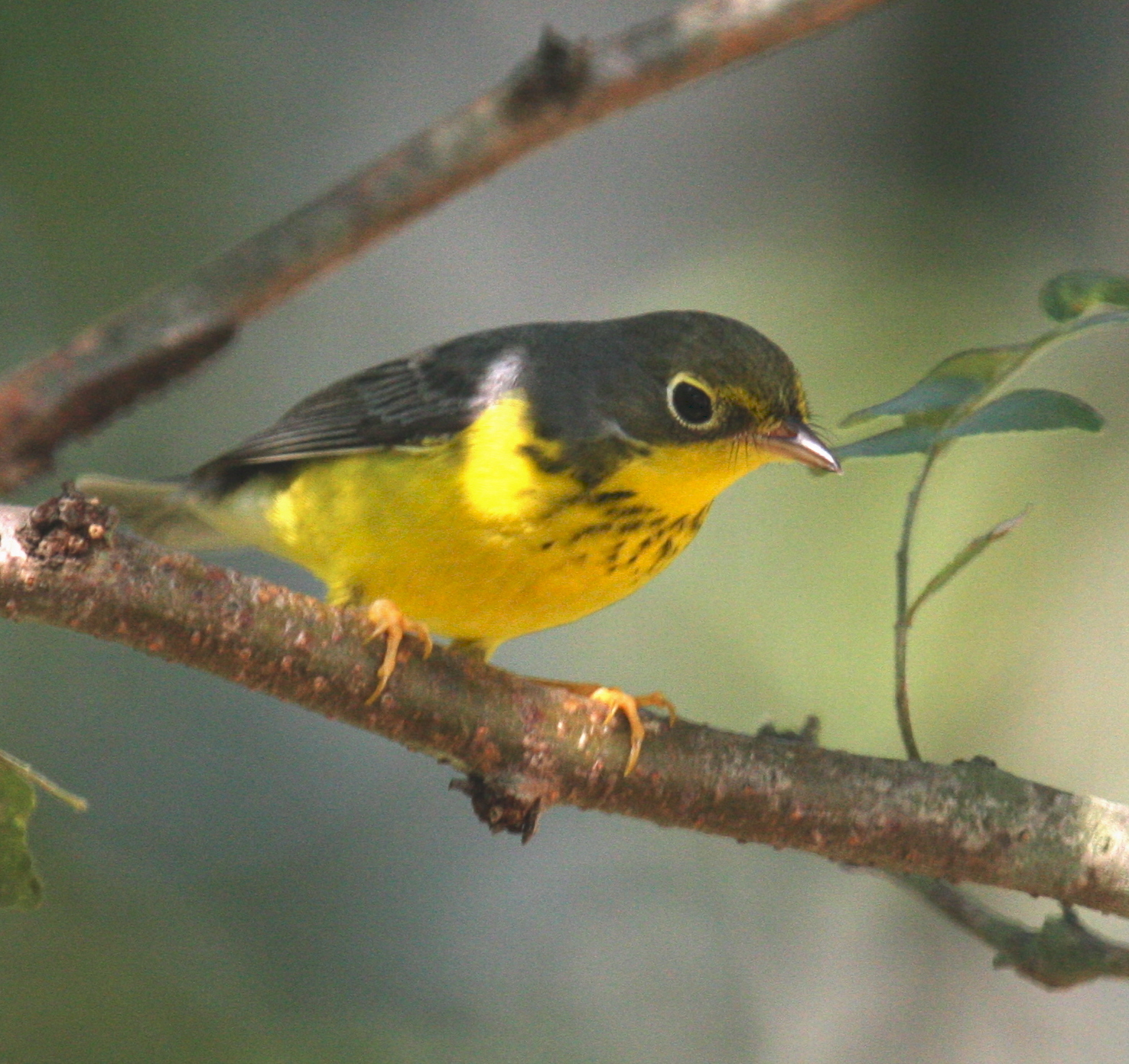
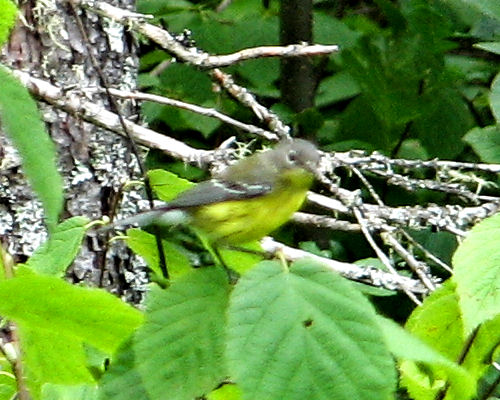